# Regionalwahl in der Lombardei 1980
Die Regionalwahl in der Lombardei 1980 fand am 8. und 9. Juni statt.

## Wahlergebnis
| Listen            | Listen                                        | Stimmen   | %    | Mandate |
| ----------------- | --------------------------------------------- | --------- | ---- | ------- |
|                   | Democrazia Cristiana                          | 2.240.861 | 38,9 | 34      |
|                   | Partito Comunista Italiano                    | 1.623.352 | 28,1 | 23      |
|                   | Partito Socialista Italiano                   | 834.111   | 14,5 | 11      |
|                   | Partito Socialista Democratico Italiano       | 260.611   | 4,5  | 3       |
|                   | Movimento Sociale Italiano – Destra Nazionale | 251.745   | 4,4  | 3       |
|                   | Partito Liberale Italiano                     | 197.301   | 3,4  | 2       |
|                   | Partito Repubblicano Italiano                 | 152.605   | 2,6  | 2       |
|                   | Democrazia Proletaria                         | 96.882    | 1,7  | 1       |
|                   | Partito di Unità Proletaria per il Comunismo  | 86.631    | 1,5  | 1       |
|                   | Sonstige                                      | 22.769    | 0,4  | –       |
| Gesamt            | Gesamt                                        | 5.766.868 | 100  | 80      |
|                   |                                               |           |      |         |
| Ungültige Stimmen | Ungültige Stimmen                             | 380.286   | 6,2  |         |
| Wähler            | Wähler                                        | 6.147.154 | 92,5 |         |
| Wahlberechtigte   | Wahlberechtigte                               | 6.647.073 |      |         |